# 森岡浩之
森岡浩之（1962年3月2日—），日本科幻小說作家。出生於兵庫縣。畢業於京都府立大學文學部。
在渡過一段上班族生活後，森岡浩之於1992年發表首篇作品《觸及夢中樹》（暫譯）。1996年發表《星界的紋章》，並於1997年以本作獲得星雲獎；本篇《星界的紋章》、續篇《星界的戰旗》及外傳《星界的断章》均已改編成動畫。
本尊出演过电影《立食师列传》。2011年因心肌梗塞入院，2013年发布《星界战旗》第5卷，再次开始作家生活。从2014年起，担当日本SF作家俱乐部事务局长。

## 作品风格
早期作品以所謂的硬科幻HSF居多，之后以《星界》系列为代表的硬派SF中加入了大量轻小说元素。值得一提的是其人对语言有强烈的个性追求。大学时专业是国语语法，毕业论文是《不断发展的语法・日语语态的几何学角度解释初论》。出道作品《若能触及梦中树》中创造了只存在名词的人造语言，在《ZOOK》中描写过只有一个普通名词的语言，在《星界》系列中完成了有完整体系的人造语言亞維語（Baronh）。

## 得獎
- 1991年 - 《若能触及梦中樹》获得第17回早川・SF竞赛（第2名）。
- 1993年 - 《调味料》获得第5届SF杂志读者奖（日本作品类）。
- 1997年 - 《星界纹章》获得第28届星云奖（日本长篇作品类）。

## 作品列表

### 星界系列
- 星界的紋章
  - 星界的紋章I 帝國的公主（1996年4月15日發行，早川文庫，ISBN 9784150305475）
  - 星界的紋章II 小小的戰爭（1996年5月15日發行，早川文庫，ISBN 9784150305529）
  - 星界的紋章III 回歸至異鄉（1996年6月15日發行，早川文庫，ISBN 9784150305550）
- 星界的戰旗
  - 星界的戰旗I 羈絆的形式（1996年12月15日發行，早川文庫，ISBN 9784150305734）
  - 星界的戰旗II 要守護的人（1998年8月31日發行，早川文庫，ISBN 9784150306038）
  - 星界的戰旗III 家人的餐桌（2001年3月15日發行，早川文庫，ISBN 9784150306601）
  - 星界的戰旗IV 傾軋的時空（2004年12月25日發行，早川文庫，ISBN 9784150307745）
  - 星界的戰旗V 宿命的旋律（2013年3月25日发行，早川文庫・ISBN 9784150311063）
  - 星界的戰旗VI 帝國的雷鳴（2018年9月5日发行，早川文庫・ISBN 9784150313418）
- 星界的斷章
  - 星界的斷章I （2005年7月15日發行，早川文庫，ISBN 9784150308025）
  - 星界的斷章II （2007年3月15日發行，早川文庫，ISBN 9784150308803）
  - 星界的断章III （2014年3月20日发行・早川文库・ISBN 9784150311537）

### 月與炎的戰記系列
- 月与炎战记（1999年7月发行 角川Sneaker Books ISBN 9784047887190 / 2000年9月1日发行 Sneaker Books ISBN 9784044243012）
- 月与暗战记一 退魔师火烧眉毛。 （2001年12月1日发行 角川Sneaker Books ISBN 9784044243029）
- 月与暗战记二 守护者遥遥领先。 （2002年11月1日发行 角川Sneaker Books文库 ISBN 9784044243036）
- 月与暗战记三 神明佯装不知。 （2004年1月1日发行 角川Sneaker Books ISBN 9784044243043）

### 温柔炼狱系列
- 温柔炼狱（2005年4月发行・德间书店・ISBN 9784198506636 / 2007年7月发行・德间Dual文库・ISBN 9784199051722）
- 温柔炼狱2 骚动的死者之街（2008年2月发行・德间书店・ISBN 9784198507732）
- 地狱梦（2012年1月发行・德间书店・ISBN 9784198633226）

### 其他
- 机械之子们的荒野（1997年6月30日发行・sonorama文库・ISBN 9784257768067 / 2008年3月发行・早川文库・ISBN 9784150309176）
- 若能触及梦中树（1999年3月31日发行・早川书库・ISBN 9784152082145 / 2002年3月15日発行・早川书库・ISBN 9784150306908）
- 若能触及梦中树（『S-F杂志』1992年3月号）
- 普通小孩们（『S-F杂志』1996年6月号）
- 调味料（『S-F杂志』1993年6月号）
- 无限硬币（『S-F杂志』1992年11月号）
- 每个人的理想乡（『S-F杂志』1994年10月号）
- 代理官 （『S-F杂志』1992年7月号）
- ZOOK （『S-F杂志』1995年3月号）
- 拂晓的恐怖分子（『S-F杂志』1998年2月号）
- 风与蒲公英〜行星环物语〜（『YOMBAN』连载，第1部完。2009年2月〜10月）插画：河野さち子、今石進
- 梦中梦　决战！大阪之阵！ （朝日新闻出版）
- 突变（2014年9月5日发行・德间文库・ISBN 9784198938895）

## 外部連結
- Science Fiction & Fantasy Writers of Japan Profile （页面存档备份，存于） （日語）
- Eastern standard profile page
- Anime on DVD Interview at Anime Expo 2002
- Entry （页面存档备份，存于） in the Encyclopedia of Science Fiction